# 辻川幸代
辻川幸代（つじかわさちよ、1964年6月16日 - ）は、日本の女優。埼玉県和光市出身。

## 人物
中学・高校時代は軟式庭球部に所属。
厳しい両親だったため、演劇の世界に行きたい事を言えず、一旦は短大卒業後、大手企業のOLを2年経験。その後、思い切って両親に直談判し演劇の世界へ進む。
劇団東京ヴォードヴィルショーの研究生から劇団員になり、10年間在籍後、ユニット「ニュアンサー」を立ち上げる。（現在ユニットは休止中。）
他劇団の客演を年間3〜5本出演。
趣味は読書と書道。書道は正師範で七段。
猫2匹、ルンバ(愛称ルンちゃん)とどんちゃんの姉妹猫メスを飼ってる。
因みにルンバは掃除機の名前から取ったのではなく、まだ普及する前に名付けた名前でたまたまである。
グットラックカンパニーから移籍し、2020年6月よりエコーズに所属。

## 出演作品

### 映画
- 1996 年 「洗礼」（監督：吉原健一）
- 2010 年 ダイナマイト機関車 「マジ！？」（監督：高柳元気）
- 2015 年 松竹 「残穢」（監督：中村義洋）
- 2015 年 トリウッドスタジオプロジェクト 「色あせてカラフル」（監督：横山久美子）
- 2017年　八王子shortFilm映画祭「明日の色」（監督：吉田昌史） - 主役
- 2024年 「エス」（監督：太田真博）[2]
  - 八王子日本閣賞受賞

### テレビ
- NHK「レイコの歯医者さん」
- NHK「コメディーお江戸でござる」
- NHK-BS「女の土踏まず」
- TBS「部屋においでよ」
- TBS「冠婚葬祭部長」
- TBS「スィートホーム」
- TBS「もぎたてサラダ」 - レポーター
- CX「お天気チャンネル／奥多摩編」 - レポーター
- CX「if もしも」
- CX「警部補・古畑任三郎 VS クイズ王」
- NHK教育「Rの法則」
- NHK教育「東京特許許可局」
- NHK教育「さんすう刑事 ゼロ」
- NHK教育「さんすう犬 ワン」
- 2015年 NHK-BS1 「1064から2020へ 惨敗から立ち上がれ ～水泳王国ニッポンへの道～」
- 2016年 NTV 水曜ドラマ「ヒガンバナ～警視庁捜査七課～」
- 2016年 NHK ｢総合診療医 ドクターG」
- 2017年 EX 木曜ドラマ「就活家族～きっと、うまくいく～」
- 2017年 TX 土曜ドラマ24「マッサージ探偵ジョー」
- 2017年 TBS 金曜ドラマ「リバース」
- 2017年 NHK「逆転人生 借金40億」
- 2017年 Amazonプライムドラマ「フェイス サイバー犯罪特捜班」
- 2020年 EX「世界法廷ミステリー」
- 2016年～ NHK「ボキャブライダー ON TV」 - 寺脇康文妻 役

### CM
- 「ゆこゆこ」
- 「VIEW プラザ」
- NTT docomo 任天堂 「ゲームボーイ」 - 声の出演
- 「大阪ガス」辻川幸代
- 2018年 キリン「一番搾り」焼肉バージョン
- 2019年 スカイマーク　Brand Movie「泳ぎたい水着編」

### 舞台
- 「還らざる日々」 （本多劇場／栗山民也 演出）
- 「月満ちて朝遠く」 （紀伊国屋ホール／松原敏春 作・演出）
- 「黄昏れて途方に暮れて」 （紀伊国屋ホール／松原敏春 作・演出）
- 「東京ヴォードヴィルショー」本公演
- 「ドントンカルレオーネ・ギャグギャグエブリバディー」 （紀伊国屋ホール）
- 「モダンガールズ・バラエティーライブ」Vol.1～6 （駅前劇場・シアターサンモール／プラチナペーパーズ・堤泰之 演出）
- 「ドタマゴ」 《佐伯玲子と共同プロデュース公演》 （新宿スペース107）
- サイドステップシアター 「正義の味方な男たち」 （東京芸術劇場 小ホール）
- プチケカ・マヌーバーズ 「徹夫のお部屋なのに」 （新宿スペース107／前田真ノ輔 作・演出）
- 「オールレーズン 旗揚げ公演」 （神楽坂ディプラッツ／高橋亜貴子 作・演出）
- 「オナモミ・線」 （神楽坂ディプラッツ／コリノタクト 作・演出）
- 「首長族の顎長男」 （北沢タウンホール／西田征史主宰）
- 辻川ストロベリー「女と幸せ」 （2015年5月、駅前劇場）＜生誕50周年記念公演＞
- ニュアンサー （大野敏哉 作・演出）
  - 2000年11月「氷の惑星」＜旗揚げ公演＞
  - 2001年7月「砂漠 on the web」
  - 2002年3月「大人になれませんでした。」
  - 2002年11月「流星　LOVES YOU」
  - 2003年3月「黒いときめき≒白い欲望」
  - 2003年9月「ガノン」
  - 2004年3月「さらばジャージライン」
  - 2004年11月 「Re：愛が欠けると」
  - 2005年2月「不惑のタイツ」＜生誕40周年記念公演＞
  - 2005年7月「イデヲ」
  - 2006年9月「世界はそのときひそかにかがやく」
    - シアターサンモール最優秀演出賞

  - 2008年1月 「I LOVE 人類」
- 散歩道楽（太田善也 作・演出）
  - 2002年7月「パチンコ＆ダンス」
  - 2007年1月「くらい」
  - 2007年10月「西国分寺物語」
- あさかめ（児玉洋平 作・演出）
  - 2008年5月「ここにいたのにいなくなる」
  - 2009年6月「苔の心音」
- 文月堂（三谷知子 作・演出）
  - 2008年10月「長男」
    - 新戯曲賞選出作品

  - 2009年8月「ハンドメード ハートビート」
  - 2011年1月 「明るい表通りで ～On The Sunny Side Of The Street～」
    - シアタートラム ネクストジェネレーション部門で観劇会員最優秀賞

  - 2012年4月「へちま －糸瓜―」
  - 2012年12月「チェインソング－挙げ句の果てに夜は明けにけり－」
  - 2016年10月「際の人」
  - 2018年10月「虹をみたかい？」
  - 2019年11月「Husbands，Wives，Dreams」
- タテヨコ企画 （横田修 作・演出）
  - 2013年7月「短編作品集 谷繁」
  - 2014年2月「ある冬の朝、Kは」
- ドリームダン（川原万季 作・演出）
  - 2007年7月「ブランコに行列」
  - 2008年8月「ダイヤモンド」
  - 2010年7月「僕に似合いの身体」
  - 2015年9月「ダイヤモンド」
- andMe （笹峯愛 作・演出）
  - 2012年11月「ファミリー（仮）」
- 菅間馬鈴薯堂（菅間勇 作・演出）
  - 2010年3月「風の杜 －再び－ 2」
  - 2011年3月「漱石小遣帖 修善寺大患後日顛末」
  - 2012年10月「天空への途」
- 年年有魚（森下雄貴 作・演出）
  - 2011年11月 ささやく君のくちびる」
  - 2012年3月「春風」
  - 2013年4月「DOLLY ～Faure:Dolly,OP56～」
  - 2017年5月「Brand New World.」
  - 2017年11月「三人義理姉妹」
- みどり人（さいじょうゆき 作・演出）
  - 連ドラ風 「スノードロップ」
    - 2014年8月：1・2話
    - 2014年11月：3・4話

  - 2015年11月 第13回公演 寸劇集「ラムネ」
  - 2016年5月 第14回公演 落語と劇の公演「『あたま山』×『ひたすら一本の恋』」
  - 2017年4月 第15回公演「≒（ニアイコール）」
  - 2018年1月「Do Munch」
  - 2018年6月「緑色のスカート」
  - 2018年12月「happiest」
  - 2019年5月 八蔵de 演劇の会「Og.」
- 肯定座 
  - 2015年12月「MAN IN WOMAN」
  - 2016年12月「さようならドコニ村」
- 劇団勇壮淑女
  - 2016年7月「闇夜のバージンキラー」
- 木嶋美香プロデュース 
  - 2018年12月「父母と三姉妹」 - 京都公演のみ
- ボタタナエラー（村田与志行 作・演出）
  - 2017年8月「グロッキィ・マリー」
  - 2019年4月「22世紀まで愛して」

他多数